# Ester Hernandez
Ester Medina Hernández (Dinuba, 1944), conocida como Ester Hernandez, es una artista visual y activista estadounidense, pionera del Movimiento de Artes Chicanas y reconocida por sus grabados, pasteles e instalaciones con representaciones de mujeres latinas en torno a temáticas relacionadas con el feminismo chicano, los temas sociales, políticos, ambientales y espirituales.

## Trayectoria
Hernandez, chicana de herencia yaqui y mexicana, nació en 1944 en Dinuba, un pueblo en el Valle de San Joaquín de California en una familia de trabajadores agrícolas. En la década de 1960 formó parte del Movimiento de Artes Chicanas.  En 1976, se licenció en Arte en la Universidad de California en Berkeley.
Sus raíces chicanas y agrícolas y su activismo político se ha visto representado en su obra, en la que ha desarrollado temas como la justicia social, los derechos civiles, los derechos de la mujer, la justicia ambiental o el Movimiento de Trabajadores Agrícolas. Además, por su condición de mujer latina queer, ha abordado cuestiones como los derechos LGBTQ y representado en sus pasteles, grabados e instalaciones a mujeres latinas y nativas. Además, se inspiró en referentes como Frida Kahlo, Dolores Huerta o Lydia Mendoza.
Se integró al colectivo Mujeres Muralistas.

## Legado
La obra de Hernandez ha sido expuesta tanto a nivel nacional como internacional desde 1973. Ha recibido premios y encargos de organizaciones como el Consejo de las Artes de California o el Fondo Nacional para las Artes. Su obra se encuentra en las colecciones permanentes de casi veinte museos nacionales e internacionales, incluido el Museo de Arte del Condado de Los Ángeles en California, el Museo Smithsoniano de Arte Americano en Washington D. C. y el Museo Nacional de Arte Mexicano.
Sus archivos personales y artístico se encuentran están en el Departamento de Colecciones Especiales de la Biblioteca de la Universidad de Stanford.